# Sociedade das Missões Africanas
A Sociedade das Missões Africadas (em latim: Societas Missionum ad Afros) é uma sociedade de vida apostólica da Igreja Católica Apostólica Romana fundada em 8 de dezembro de 1856, pelo bispo Melchior-Marie-Joseph Marion de Brésillac. Seus membros utilizam como pós-nome a sigla S.M.A.

## História
A companhia foi fundada por Melchior Marion de Brésillac (1813-1859). Membro da Sociedade para as Missões Estrangeiras de Paris, ele era um missionário na Índia e vigário apostólico de Coimbatore: renunciou, pediu à Congregação de Propaganda Fide que fosse enviado para Daomé, onde os missionários católicos ainda não haviam penetrado, e a Santa Sé lhe deu um mandato para organizar uma sociedade missionária para realizar este trabalho. A companhia começou em Lyon em 8 de dezembro de 1856.
Concluída a formação do primeiro grupo de missionários, já que a Congregação da Propaganda Fide considerava o clima de Daomé muito inóspito, Marion de Brésillac e seus companheiros partiram para Serra Leoa, onde os missionários chegaram em 14 de maio de 1859, mas os padres foram atingidos pela febre amarela e morreram alguns meses após sua chegada.
Apesar das dificuldades causadas pelo desaparecimento do fundador, a obra sobreviveu principalmente graças ao novo superior Augustin Planque (1826-1907): em 28 de agosto de 1860 foi erigido o vicariato apostólico de Daomé, que foi confiado à Sociedade das Missões Africanas. Missões seguiram-se em Porto Novo, Lagos, Costa do Ouro, Níger, Costa do Marfim e Libéria.
A Sociedade das Missões Africanas obteve a aprovação do Cardeal de Bonald, arcebispo de Lyon, em 23 de dezembro de 1864 e recebeu o decreto pontifício de louvor em 16 de março de 1879; a Sociedade obteve aprovação definitiva da Santa Sé em 23 de agosto de 1900.
Há também o ramo feminino das Freiras Missionárias de Nossa Senhora dos Apóstolos , fundada por Planque em 1876.

## Atuação
O objetivo da Sociedade é a evangelização de África. Legalmente, isso depende da Congregação para a Evangelização dos Povos.
Os missionários realizam seu apostolado em vários países africanos (Benim, República Centro-Africana, República Democrática do Congo, Costa do Marfim, Egito, Gana, Quênia, Libéria, Marrocos, Níger, Nigéria, África do Sul, Tanzânia, Togo, Zâmbia) e realizam animação missionária em seus países de origem (Austrália, Bélgica, Canadá, Filipinas, França, Índia, Irlanda, Itália, Holanda, Polônia, Reino Unido, Espanha, Estados Unidos da América). A Sé do Superior Geral fica em Roma.
Seu atual Superior Geral é o frei italiano Antonio Porcellato.